# Вулкэнешть (Ниспоренский район)
Вулкэнешть (Вулканешты, рум. Vulcănești, Вулкэнешть) — село в Ниспоренском районе Молдавии. Наряду с селом Чорешть входит в состав коммуны Чорешть.

## География
Село расположено на высоте 365 метров над уровнем моря.

## Население
По данным переписи населения 2004 года, в селе Вулкэнешть проживает 1224 человека (605 мужчин, 619 женщин).
Этнический состав села:
| Национальность | Число жителей | Процентный состав |
| -------------- | ------------- | ----------------- |
| цыгане         | 1057          | 86.36             |
| молдаване      | 158           | 12.91             |
| русские        | 6             | 0.49              |
| украинцы       | 2             | 0.16              |
| прочие         | 1             | 0.08              |
| Всего          | 1224          | 100%              |